# Геджеян, Майкл
Майкл "Блэки" Геджеян (англ. Michael "Blackie" Gejeian, чаще в литературе англ. Blackie Gejeian; 24 июня 1926, Истон, Калифорния, США — 2 сентября 2016, Фресно, Калифорния, США) — американский гонщик, конструктор гоночных автомобилей и промоутер автошоу, названный легендой хот-рода. Организатор Fresno Autorama, одного из крупнейших шоу кастомных автомобилей в Северной Америке, которое ежегодно проводилось во Фресно, Калифорния. Он считается одним из первых гонщиков хот-родеров. Является важной фигурой в калифорнийском спорте шоу-каров, хот-родов и дрэг-рейсинга с самого его зарождения. Оказал огромное влияние на развитие мира T-bucket. Управлял Clovis Speedway и сделал её одной из лучших гоночных трасс на западном побережье.
Выиграл премию «Самый красивый родстер Америки» со своим Ford T 1926 года. Пятикратный чемпион NASCAR по бездорожью. Обладатель награды Galpin Auto Sports.

## Биография

### Ранние годы
Родился 24 июня 1926 года в Истоне, Калифорния. Его родители бежали от геноцида армян и поселились на ранчо недалеко от Истона с виноградником площадью более 40 акров. Выросший на виноградной ферме, единственным настоящим развлечением Геджеяна были уличные гонки. 

### Карьера

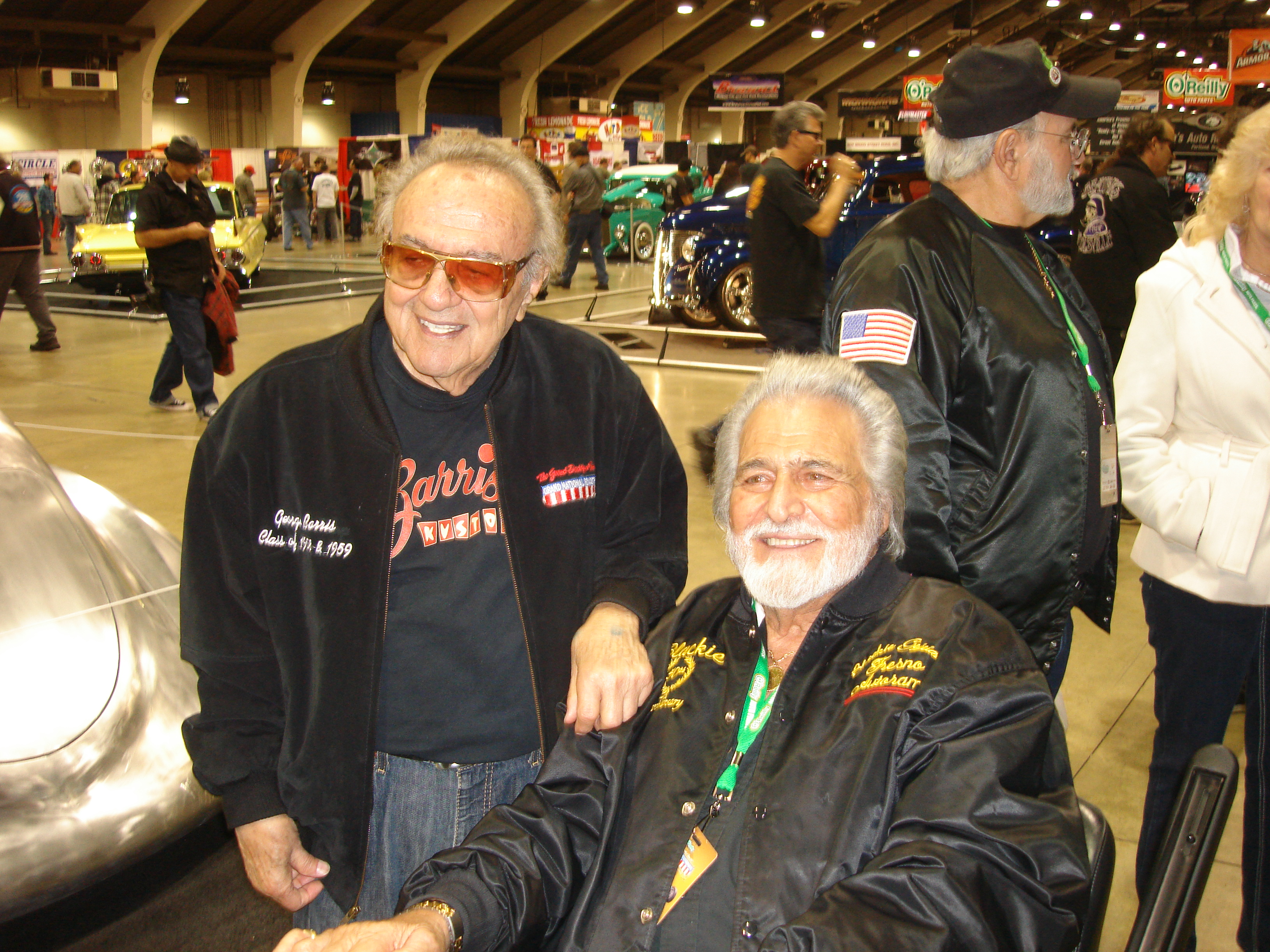
Джордж Баррис и Майкл Геджеян на 64-й выставке Гранд Национальное Шоу Родстеров в Лос-Анджелесе, 25 января 2013 года

Он поступил на службу в ВМС во время Второй мировой войны, а когда война закончилась, и он отплыл домой, как и многие из его поколения, он построил хот-род. Это был гоночный автомобиль 1926 года с двигателем Ford с плоской головкой, и он ездил на нём по сухим озерам, по драгам и везде между ними.  
Начав с рамы Ford 1934 года и модернизированного двигателя Flathead, он нашёл остатки кузова Ford 1926 года, из которого он сделал то, что известно как «California modified» родстер.  
В 1940-х годах Columbia Pictures снимала популярную серию детективных фильмов «Boston Blackie». Нанесение на капот прозвища автомобиля «Blackie» золотыми буквами привело к тому, что с этого момента Майкл Геджеян стал известен как Блэки Геджеян. Родстер Блэки заслужил репутацию самого быстрого в долине Сан-Хоакин.  
Геджеян присутствовал на самой первой Национальной выставке родстеров. Он начал строить автомобили для выставок. В 1949 году он выиграл «лучший на выставке» на шоу Джина Уинфилда в Модесто. В том же году он отправился на Национального шоу родстеров в Окленде и начал то, что должно было стать почти "религиозным обязательством" посещать все крупные шоу хот-родов в стране. Он также приступил к созданию и коллекционированию некоторых из самых известных в мире кастомов, таких как Shishkabob Special, который выиграл титул AMBR 1955 года в Окленде.
В 1958 году Геджеян открыл своё собственное шоу во Фресно под названием Fresno Autorama, которое он управлял 51 год, по сей день пользующееся успехом — это одно из крупнейших кастомных автошоу в Северной Америке, где были представлены хот-роды, мотоциклы и голливудские автомобили.
Умер 2 сентября 2016 года в возрасте 90 лет. Изображение его бюста хранится в Историческом музее округа Фресно.